# Télophase
La télophase (du grec telos signifiant « fin ») est la cinquième phase (ou la quatrième, si l'on ne compte pas la prométaphase) de la mitose. La cytodiérèse a lieu durant cette étape de la mitose. Elle se déroule deux fois durant la méiose.

## La télophase de la mitose
Durant cette phase :
- les chromosomes dépourvus de microtubules kinétochoriens se décondensent;
- les microtubules polaires arrêtent leur élongation;
- l'enveloppe nucléaire se reforme dans le but de créer deux futurs noyaux;
- La dernière phase de la télophase se nomme la cytodiérèse. Il s'agit de la séparation de la cellule mère en deux cellules filles. Chez les cellules animales un sillon de division sépare la cellule en deux, sous l'action d'un anneau contractile intracellulaire formé de microfilaments d'actine qui sont associés à des molécules de myosine. L'actine et la myosine sont deux des molécules responsables de la contraction musculaire. L'anneau contractile se forme par la contraction de la myosine et de l'actine. C'est cette contraction qui va faire diminuer la taille de l'anneau et ainsi causer la séparation de la cellule en deux cellules. Les asters, qui jouent un rôle dans la formation du plan équatorial, influencent l'emplacement du sillon de division.

Télophase et cytocinèse d'une cellule animale

## Les télophases de la méiose
Télophase I
Elle ressemble à la télophase de mitose.
Télophase II
Durant cette phase :
- l'enveloppe nucléaire se reforme autour des chromosomes individuels;
- le sillon de division sépare la cellule en deux.

Il y a donc formation de deux cellules haploïdes à n chromosomes à deux chromatides à partir d'une cellule.
Puisque la première division de méiose a produit deux cellules, il y a, en télophase II de méiose, quatre cellules.